# 本多健一
本多健一（日语：／ Honda Kenichi；1925年8月23日—2011年2月26日）是一名日本的電化學學者。其最重要的貢獻在於發現並定性研究二氧化鈦光觸媒，並於1960年代發現著名的本多-藤嶋效應，因而於2004年與前學生藤嶋昭一同獲得日本國際獎。

「日本公園之父」、日比谷公園的設計者本多靜六是他的祖父。

## 榮譽
- 1979年、法國學術界棕櫚葉勳章
- 1982年、日本化学会獎
- 1983年、朝日獎
- 1983年、美國光科學學會會員
- 1989年、紫綬褒章
- 1992年、日本學士院獎
- 1992年、比利時The Porter Medal Award
- 1995年、勲三等旭日中綬章[6]
- 1997年、文化功勞者
- 1998年、日本学士院会員
- 2004年、日本國際獎